# Автопробіг «Париж — Нью-Йорк»
«Автопробіг „Париж — Нью-Йорк“» (фр. Le Raid Paris–New York en automobile) — німий короткометражний фільм Жоржа Мельєса, що складався з 15 епізодів і 26 або 28 сцен. Один із найкращих фільмів Мельєса про подорожі. Прем'єра відбулася у липні 1908 року. Вважається втраченим.

## Список сцен
Список сцен наводиться за «Енциклопедії французьких режисерів» Філіпа Режа:
1. Відправлення з Нью-Йорка
2. Перегонники
3. Автомобільна кухня. «До останнього автомобіля причеплено похідну кухню. Кухар готує обід, коли зненацька з'являється негр і хоче скуштувати соус. Оскаженілий кухар виливає йому вміст каструлі на голову, на превелику радість глядачів.»[4]
4. Скелясті гори
5. Падіння до яру
6. В ірокезів
7. Вогняна рідина
8. Пір'я червоношкірих
9. У повітрі
10. Аляска
11. Печера золота
12. Собача упряжка
13. Берингова протока
14. Катастрофа
15. На глибині моря
16. Крижане поле
17. Серед ведмедів
18. Повітряна куля «Батьківщина»
19. Врятовані!
20. На буксирі «Батьківщини»
21. В Сибіру
22. Ковзанярі
23. Через Німеччину
24. Кибитка бродячих артистів
25. Площа Згоди
26. Тріумфальне прибуття
27. Упряжний кінь
28. Загальна наснага

## Аналіз фільму
Фільм багато в чому нагадував іншу роботу Мельєса, «Рейс „Париж — Монте-Карло“», також було помітно вплив на нього фільму «Неймовірна подорож». Критики також вказували вплив «Навколо світу за вісімдесят днів» Жюля Верна і на «Автопробіг „Париж — Нью-Йорк“», і на «Рейс „Париж — Монте-Карло“». Елізабет Езра наводить описану вище сцену «Автомобільна кухня» як один із прикладів расизму Мельєса.

## Інші назви
- «Автопробіг „Нью-Йорк — Париж“» (фр. Le Raid New York — Paris en automobile)[2], «Пригоди автопробігу Нью-Йорка — Париж» (англ. Mishaps of the New York-Paris Race)[2].